# Торнабуони, Лукреция
Лукреция Торнабуони де Медичи (итал. Lucrezia Tornabuoni de' Medici , 22 июня 1427, Флоренция — 28 марта 1482) — супруга Пьеро ди Козимо Медичи и мать Лоренцо Великолепного, итальянская религиозная поэтесса периода Возрождения, патронесса искусств и благотворительница, игравшая большую роль в общественной жизни Флоренции XV века.

## Биография
Дочь Франческо Торнабуони, на её сестре был женат Томмазо Содерини. В 1444 году 19-летняя Лукреция была выдана замуж за сына Козимо ди Медичи Старшего — Пьеро I по прозвищу Подагрик (итал. il Gotozzo, 1416—1469), образованного и умного человека, бывшего на 9 лет старше её. Род Торнабуони был в числе тех семей, которые способствовали возвращению Медичи во Флоренцию после изгнания, и данный брак способствовал укреплению союза между двумя родами. До этого выдать свою дочь Гваральду за Пьетро предполагал Франческо да Баттифолле, но после отказа он разорвал отношения с Флоренцией.
Пьеро был инвалидом, обречённым на постоянное пребывание в четырёх стенах, откуда мог отправиться в путь только на носилках. У Лукреции и Пьеро родилось шестеро детей:
1. Бьянка (1445—1505), супруга Гульельмо де Пацци
2. Лукреция, прозванная Наннина (1448—1493), супруга Бернардо Руччелаи
3. Лоренцо Великолепный (1449—1492), женат на Клариче Орсини (1453-1488)
4. Джулиано (1453—1478), его побочный сын станет папой Климентом VII
5. Мария (1455-1479), мать кардинала Луиджи де Росси
6. младенец мужского пола
7. младенец мужского пола

Все дети получили прекрасное образование, изучали философию, классическую литературу, политику и проч. Пишут[кто?], что обладая великолепным образованием она также занималась просвещением своих детей.
Благодаря её прямым усилиям был заключён брак между Лоренцо и Клариче Орсини — союз между двумя родами, который окажется особенно ценным в будущем. С целью познакомиться с невестой в 1467 году она отправилась в Рим. Оглядываясь на историю династии Медичи, историки указывают, что именно матримониальная политика Лукреции оказалась одним из самых важных действий в семейной истории, в долгосрочной перспективе способствовавший карьере некоторых Медичи в Ватикане и обеспечивший богатство и престиж семье на несколько столетий вперёд. Она занималась управлением имуществом семьи, налаживанием общественных и дипломатических связей и во многом способствовала росту авторитета Медичи.
Супруг поручил ей распределять милостыню среди нуждающихся, кроме того, к этим средствам она добавила свои доходы от торговли землёй, финансирования купцов и ремесленников и прочие. Её деятельность была ещё одним вкладом в рост популярности Медичи в народе, которая была немаловажным фактором в судьбе семьи. В одном из своих писем Лукреция писала, что то, что хорошо для Флоренции и Тосканы — хорошо для Медичи.
Лукреция не была красавицей: она была близорукой, и имела нос «уточкой» и не чувствовала запахов. Эти качества у неё унаследовал сын Лоренцо. Она не обладала крепким здоровьем, и её организм нуждался в постоянном медицинском присмотре, с целью восстановления сил она проводила много времени за городом, в поместьях и на курорте с серными источниками Морбе, который она выкупила и обустроила.
Она скончалась через несколько лет после неудавшегося заговора Пацци против её сына Лоренцо, в котором всё же погиб её сын Джулиано. После её кончины Лоренцо написал 27 писем разным правителям с сообщением о постигшей его утрате. «Я испытываю страшное горе, — писал он, — потерял я не просто мать, а единственное убежище от неприятностей и вдохновительницу всех моих начинаний». Похоронена рядом со своим супругом в Сан-Лоренцо.

## Творчество
Лукреция писала сонеты, даты написания которых неизвестны — в 1478 году Аньоло Полициано пишет, что читал её «laudi, sonneti i trinari». Предполагают, что она начала писать на религиозные темы примерно после смерти её мужа в 1469 году.
Сохранилось 5 её поэм на библейские темы октавами и терцинами (Storie Sacri, об Иоанне Крестителе, Юдифи, Есфири, Сусанне и Товии), 8 laudi (священные гимны на популярную музыку) и 1 canzone. Сохранился её единственный сонет, он был частью поэтического диалога — обмена сонетами между нею и поэтом Бернардо Беллинчиони. По крайней мере, два laudi были опубликованы до её смерти, пять Storie Sacri около 1482 года.
Была в дружбе с такими гуманистами, как Луиджи Пульчи и Анжело Полициано. По её заказу Пульчи пишет самую знаменитую свою поэму «Моргант». Филиппо Липпи она заказала для обители монахов-камальдульцев «Поклонение младенцу Христу», написанное около 1463 года
Во имя Господа предвечного, благого!

Сказание начну, надеясь на Него,

На помощь Божию я уповаю снова;

Про вавилонского владыки сватовство,

И как лелеял он любимую в почете,

Про Мардохея с ней сокрытое родство.

Была Есфирь умней царёвых звездочетов,

И от погибели народ родной спасла

И вывести смогла  из-под лихого гнёта,

Избавить от руки, что так сильна была,

Что чуть не сгинуло Израиля потомство,

Но Божья воля их от смерти сберегла.

Прочтёте про Астинь-царицы непокорство:

Душою злой была надменна и горда,

И мзду достойную приобрела упорством.

О, зря она потом скорбела от стыда,

Единый раз дерзнув презреть указ супруга —

Лишь в своевременном покорстве есть нужда.
Сохранилось несколько писем, написанных Лукрецией во время её пребывания в Риме. В них виден её хозяйственный менталитет, когда речь заходит о поиске невесты для Лоренцо. Она описывает будущей невестке Клариче все сильные и слабые стороны своего сына, будто при заключении торгового договора. Своему мужу 23 марта 1467 года она пишет из Рима о Клариче Орсини: «Она не блондинка, потому что блондинок здесь нет: волосы её отдают в рыжий цвет и густые. Лицо скорее круглое, но мне нравится. Шея достаточно гибкая, но как будто тонковата. Грудь нам не удалось рассмотреть, потому что они ходят здесь затянутые (turate), но, по-видимому, хорошая. Рука длинная и тонкая».
Из её переписки всего дошло 49 писем, написанных в 1446—1478 годах. В них описывается повседневная жизнь и праздники во Флоренции, информация о жизни флорентийских женщин, которые пользуются определённой свободой.

## В культуре
- Портрет, атрибутируемый кисти Гирландайо
- Изображена в числе жен в капелле Торнабуони:
  - «Рождение и наречение Иоанна Предтечи и Крестителя» — пожилая гостья с белым покрывалом на голове. Ко времени создания фрески прошёл год со дня её смерти.
- Предположительно послужила моделью для «Мадонны Магнификат» Боттичелли
- Генриета фон Биссинг написала в 1846 году исторический роман о её жизни, названный «Лукреция Торнабуони».